# Cullera
Cullera es un municipio español, perteneciente a la provincia de Valencia y situado en la comarca de la Ribera Baja y en la Costa de Valencia. Geográficamente se localiza entre la desembocadura del río Júcar y la pequeña montaña de los Zorros, que caracteriza su entorno natural. Tiene una población de más de 25 000  habitantes y el paisaje presenta montes rasos y desolados.

## Geografía

Panorámica de Cullera

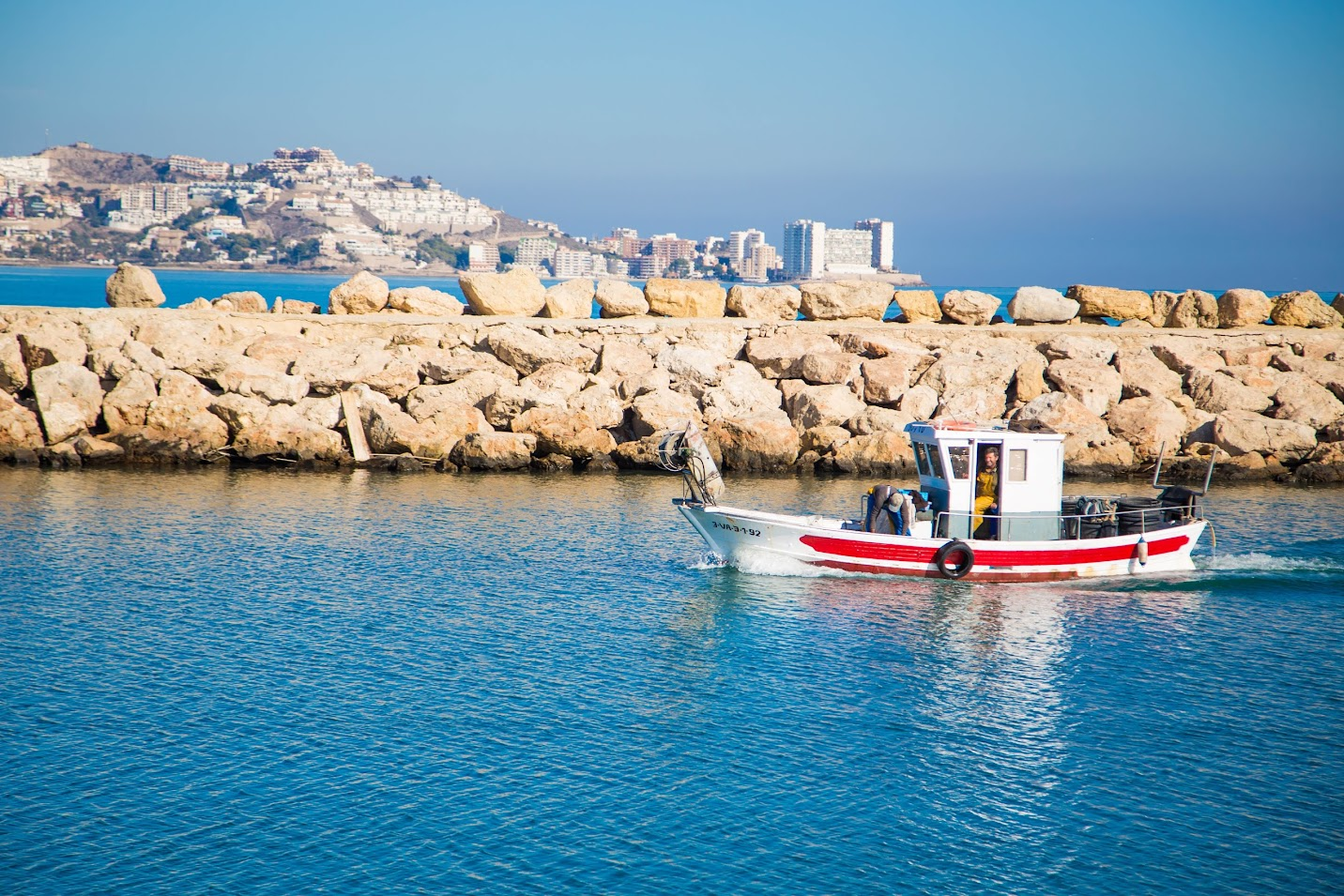
Escollera de la desembocadura del Júcar

El municipio de Cullera, situado junto al Mar Mediterráneo y en una ubicación central dentro de la Comunidad Valenciana, se encuentra a solo 38 kilómetros al sur de la capital, Valencia. El río Júcar, que desemboca en esta localidad, también irriga prácticamente toda la comarca de la Ribera Baja. Aparte del río Júcar, también existe la laguna de l'Estany, situada en la parte sur del término municipal con desembocadura en el mar; este es un lugar de pesca habitual
Al norte y en un recoveco de montaña de los Zorros, se encuentra la laguna de San Lorenzo; un gran estanque rodeado de cañas y con la fauna autóctona del parque natural de la Albufera. El término municipal de Cullera se extiende a lo largo de una llanura, cuya única elevación es la montaña de los Zorros (muntanya de les raboses), con una altura máxima de 233 m s. n. m., siendo la última estribación del sistema ibérico antes de llegar al mar. El nombre de la montaña se debe a que en una época habitaban muchos conejos, haciendo que también se encontrase la rabosa o zorro en el mismo hábitat; aunque rara vez suele verse algún ejemplar, excepto en contadas ocasiones. De esta montaña cabe destacar que por su situación geográfica, desde la cual se controlan todos los alrededores, siempre estuvo habitada y utilizada como atalaya, hecho constatado por el castillo musulmán reformado más tarde por los cristianos, que a principios del siglo XX se vuelve a reformar para albergar un santuario. Mucho más reciente es el fuerte en la parte más elevada de la montaña, que data de la época de las guerras carlistas.

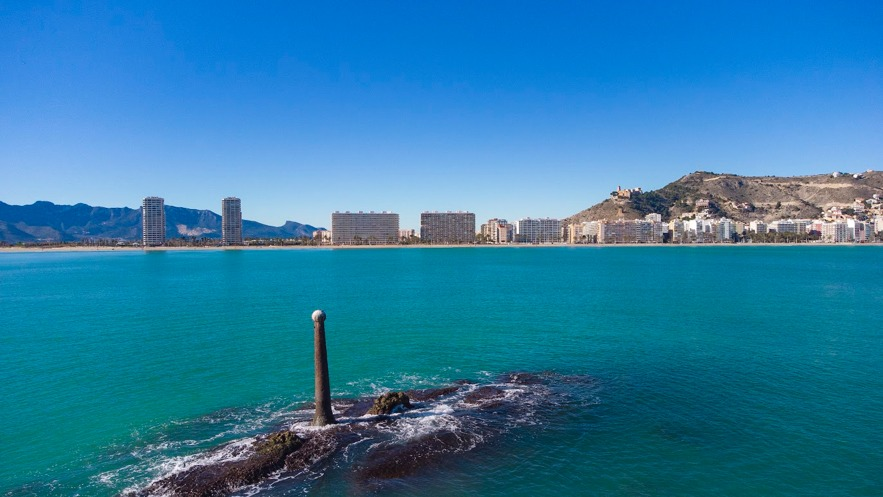
Peñeta del Moro

Su clima es termomediterráneo seco con temperaturas anuales superiores a los 18 °C. Con una vegetación de huerta, naranjos, arrozales, olivos, algarrobo y frutales.
También posee frente a sus costas un diminuto islote denominado Peñeta del Moro.
Cullera, junto con los términos municipales de Valencia, Alfafar, Sedaví, Catarroja, Masanasa, Albal, Beniparrell, Silla, Sollana, Sueca, Albalat de la Ribera y Algemesí, forma parte del parque natural de la Albufera.
|                                   | Norte: Sueca                         |                        |
| Oeste: Corbera, Llaurí, Fortaleny |                                      | Este: Mar Mediterráneo |
|                                   | Sur: Favareta, Tabernes de Valldigna |                        |

## Historia

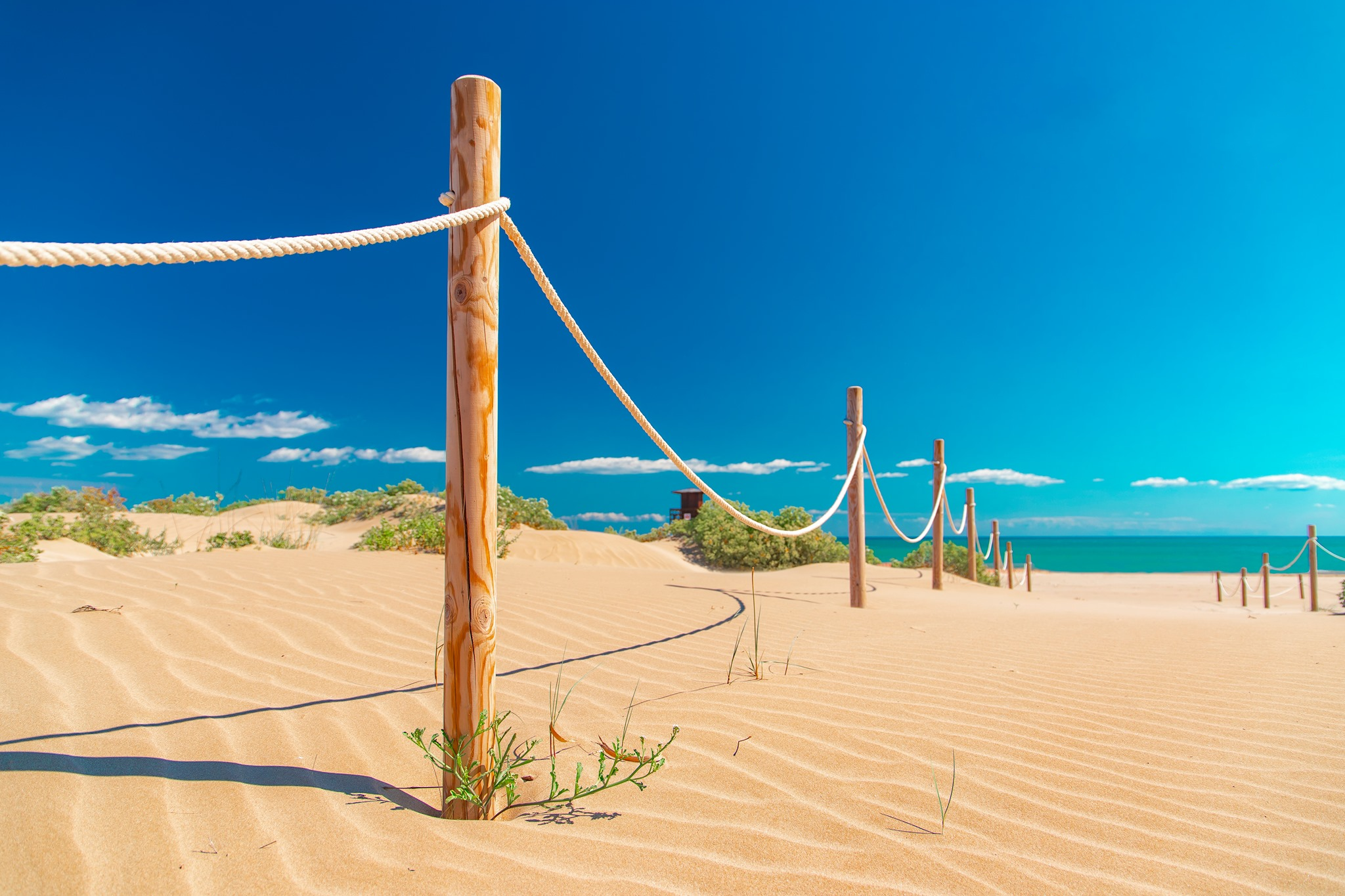
Playa de la Escollera

La ciudad fue poblada desde hace más de 25 000 años, como demuestran los restos del Paleolítico superior encontrados en la cueva del volcán.
Abundantes lugares del término municipal nos remontan a viejos períodos como el Neolítico o la Edad de Bronce.
Durante la época romana, especialmente en la Antigüedad tardía, Cullera (entonces llamada Portum Sucrone) fue un puerto importante. En el barrio de la Rápita se hallaron restos de una factoría de salazones, lo que demuestra que era un centro económico destacado, vinculado al comercio marítimo y fluvial gracias a su cercanía al río Júcar.
Siglos más tarde, durante la colonización musulmana, el pueblo se llamó Qulayra, adaptándose luego como Cullera. Fue en esta época cuando el pueblo sufrió una gran transformación económica,social y urbana.
Durante la reconquista llevada a cabo por la Corona de Aragón y dirigida en aquellos momentos por el rey Jaime I, los cristianos intentaron tomar Cullera por la fuerza en 1235, no consiguiéndolo y teniendo que esperar a 1239 después a la capitulación de Valencia y mediante un tratado con el valí Zeyyán en el cual se prometía respetar las posesiones musulmanas en Cullera y Denia durante la toma pacífica de estas, extendiendo así el dominio aragonés.
Diversos hechos de armas acontecieron en Cullera durante la Edad Media, entre los que cabe destacar la toma de la Fortaleza por las tropas de Pedro I de Castilla en sus luchas contra Pedro IV de Aragón.
El 25 de mayo de 1550, como parte de su campaña de saqueo por el Mediterráneo, el corsario berberisco Dragut asaltó la villa y consiguió un importante botín en bienes y cautivos; el suceso causó gran conmoción en la Cullera de la época y la villa quedó prácticamente despoblada durante décadas. En la cueva en que, según la leyenda, se produjo el intercambio de prisioneros, se ubica un interesante museo sobre la piratería mediterránea en el siglo XVI.
Felipe II, deseoso de eliminar el problema, hizo construir un conjunto de torres defensivas de las que pervive la Torre del Marenyet.
En septiembre de 1911 tuvieron lugar los trágicos hechos conocidos como los Sucesos de Cullera, donde un juez de Sueca y dos funcionarios públicos (alguacil y secretario del juzgado que, dotados de plenos poderes, actuaron con prepotencia e irresponsabilidad) fueron brutalmente asesinados por gentes del lugar.
Durante la guerra civil española, se formará una colectividad ugetista, integradora de los pequeños propietarios, y otra anarquista interesada en la socialización de todo el término municipal; después de la guerra, se crea la Hermandad Sindical, que acoge a patrones, agrarios y jornaleros, implicando una forma de neutralización del movimiento campesino e, incluso, una preocupación prioritaria para las mejoras técnicas (plagas, caminos) y por el desarrollo de fórmulas cooperativistas, muy intensas en Cullera.
Desde la década de 1960, la población de la villa ha vivido un gran auge unido a un potente desarrollo urbanístico. Debido a la calidad de sus playas y su clima, Cullera se ha convertido en una localidad turística de primer orden, con los beneficios y problemas que ello conlleva.

## Demografía
Cuenta con una población de 24 181 habitantes
| Gráfica de evolución demográfica de Cullera entre 1842 y 2021                                                       |
| |
| Población de derecho según los censos de población del INE Población de hecho según los censos de población del INE |

## Comunicaciones
Cullera está bien comunicada y se puede acceder a ella de diversas formas, tanto por carretera como por transporte público. La ciudad cuenta con conexiones en autobús, tren y cercanía a aeropuertos.
Las comunicaciones con Cullera en coche son mediante la autopista AP-7 (salida Favara-59) que conecta con Valencia, Alicante, Barcelona. Enlaza con la red europea.
La Nacional N-332 (donde se encuentra el primer tramo de la futura A-38) enlaza la ciudad con todas las poblaciones de la costa, hasta el sur de la Comunidad Valenciana.
La carretera Nazaret-Oliva (CV 500) permite conectarse, por la parte norte, con Valencia por la costa.
A Madrid se puede llegar también por la A-3, conectada con la AP-7, en tres horas.
En avión, el aeropuerto más cercano es el de Valencia, situado en Manises, a 40 km de Cullera. También está el de Alicante (El Altet), a 150 km de Cullera.
Hay conexiones ferroviarias entre Valencia y Gandía cada media hora y cada cuarto en horas punta. También conexiones Cullera - Madrid (Tren Alaris, RENFE) y también con el AVE-Alvia en verano, dentro del tramo Madrid-Gandía.

En autobús; las líneas de autobuses regulares a Valencia y Costa Blanca (Autobuses ALSA), a Madrid (Avanza Bus), al norte de España (BILMAN Bus).

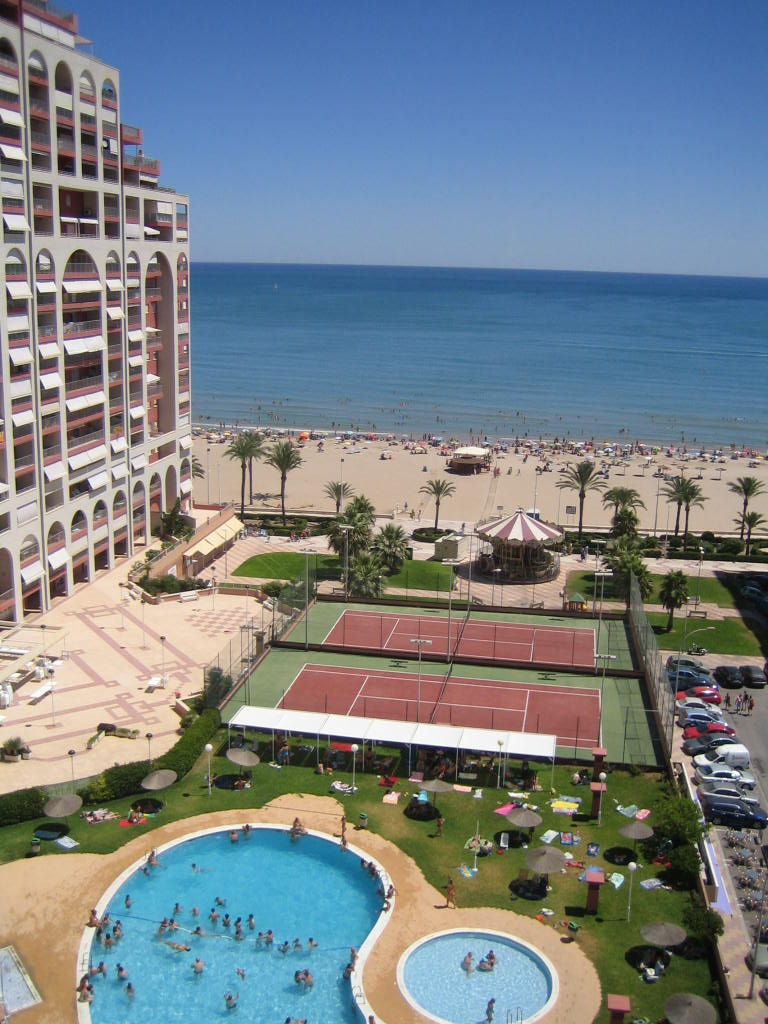
Complejo vacacional Torres de San Antonio, conocido popularmente como Ferrobús, ejemplo del intenso desarrollo urbanístico de Cullera. Detrás aparece la famosa playa de San Antonio

## Economía
Su economía basada tradicionalmente en la agricultura (cultivos de arroz y naranjos) y en la pesca ha ido cediendo terreno en favor de un importante desarrollo turístico tanto a nivel nacional como internacional. Cerca del 40 % de la economía de Cullera se sustenta en el comercio y la hostelería, destacando la prevalencia de un sector terciario de carácter no cualificado y marcado por la temporalidad, consecuencia directa de la fuerte estacionalidad turística del municipio.
En los años 60, Cullera experimentó un gran auge turístico gracias a la especulación en la construcción. Esto trajo consigo una nueva clase trabajadora enfocada en este sector. Sin embargo, cuando ese boom llegó a su fin, la ciudad comenzó a ver cómo su economía se estancaba. La falta de planificación, el abandono de la agricultura y la competencia de otros destinos turísticos hicieron que Cullera dependiera mucho del turismo estacional, lo que llevó a una disminución de la población y de la actividad económica en invierno, recuperándose solo durante el verano.Para enfrentar esta situación y darle un nuevo impulso a la economía local, Cullera decidió diversificar su oferta turística. En vez de seguir apostando solo por el turismo de sol y playa, empezaron a promocionar otras experiencias, como la gastronomía, enfocándose en los arroces tradicionales, y el turismo natural aprovechando los marjales y los arrozales. También se dio un empuje al turismo cultural, resaltando el patrimonio histórico, y al turismo náutico en la desembocadura del río Júcar. Estas iniciativas fueron clave para hacer que la demanda turística se mantuviera durante todo el año, mejorar la competitividad de Cullera como destino y fomentar un desarrollo económico sostenible y menos dependiente de la estacionalidad.

## Administración y política[16]
| Periodo   | Nombre                                                                            | Partido      |
| --------- | --------------------------------------------------------------------------------- | ------------ |
| 1979-1983 | Enrique Chulio Piris                                                              | PSPV-PSOE    |
| 1983-1987 | Enrique Chulio Piris                                                              | PSPV-PSOE    |
| 1987-1991 | Alfredo Martínez Naya                                                             | UV           |
| 1991-1995 | José Vicente Alandete Català                                                      | PSPV-PSOE    |
| 1995-1999 | Carlos Moreno García                                                              | UV           |
| 1999-2003 | Ernesto Sanjuán Martínez (1999-2001) Moción de Censura Joan Grau Grau (2001-2003) | PP PSPV-PSOE |
| 2003-2007 | Ernesto Sanjuán Martínez                                                          | PP           |
| 2007-2011 | Ernesto Sanjuán Martínez                                                          | PP           |
| 2011-2015 | Ernesto Sanjuán Martínez                                                          | PP           |
| 2015-2019 | Jordi Mayor Vallet                                                                | PSPV-PSOE    |
| 2019-2023 | Jordi Mayor Vallet                                                                | PSPV-PSOE    |
| 2023-act. | Jordi Mayor Vallet                                                                | PSPV-PSOE    |

Organización territorial

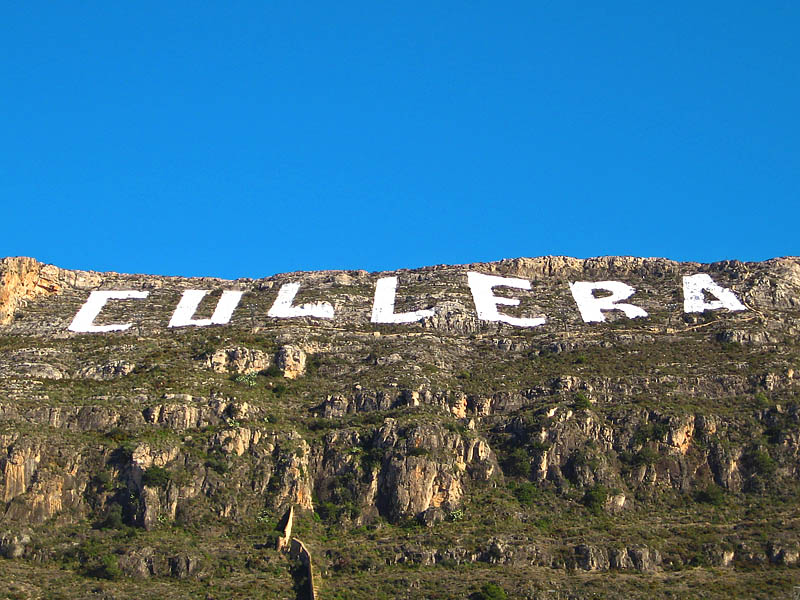
Letras de Cullera en la montaña de los Zorros

En el término municipal de Cullera se ubican los siguientes núcleos de población:
- San Antonio de la Mar
- El Faro
- El Dosel
- El Brosquil
- El Mareny de San Lorenzo
- El Marenyet
- El Estany
- El Racó
- La Bega
- El Puerto
- La Raval de San Agustín
- La Vila
- Bulevar del Xúquer

### Sanidad
- Centro de salud
- Farmacia

## Cultura

### Patrimonio

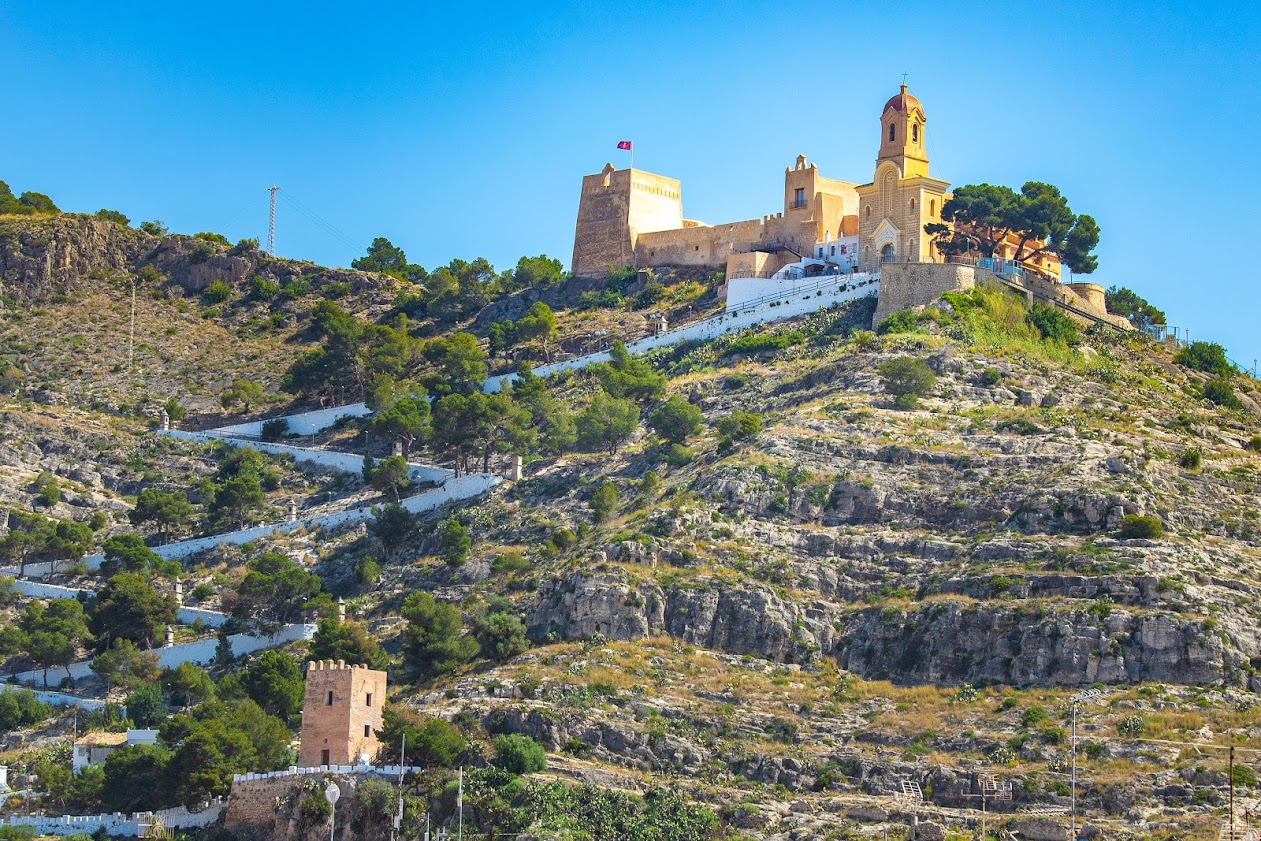
Castillo de Cullera y camino del Calvario

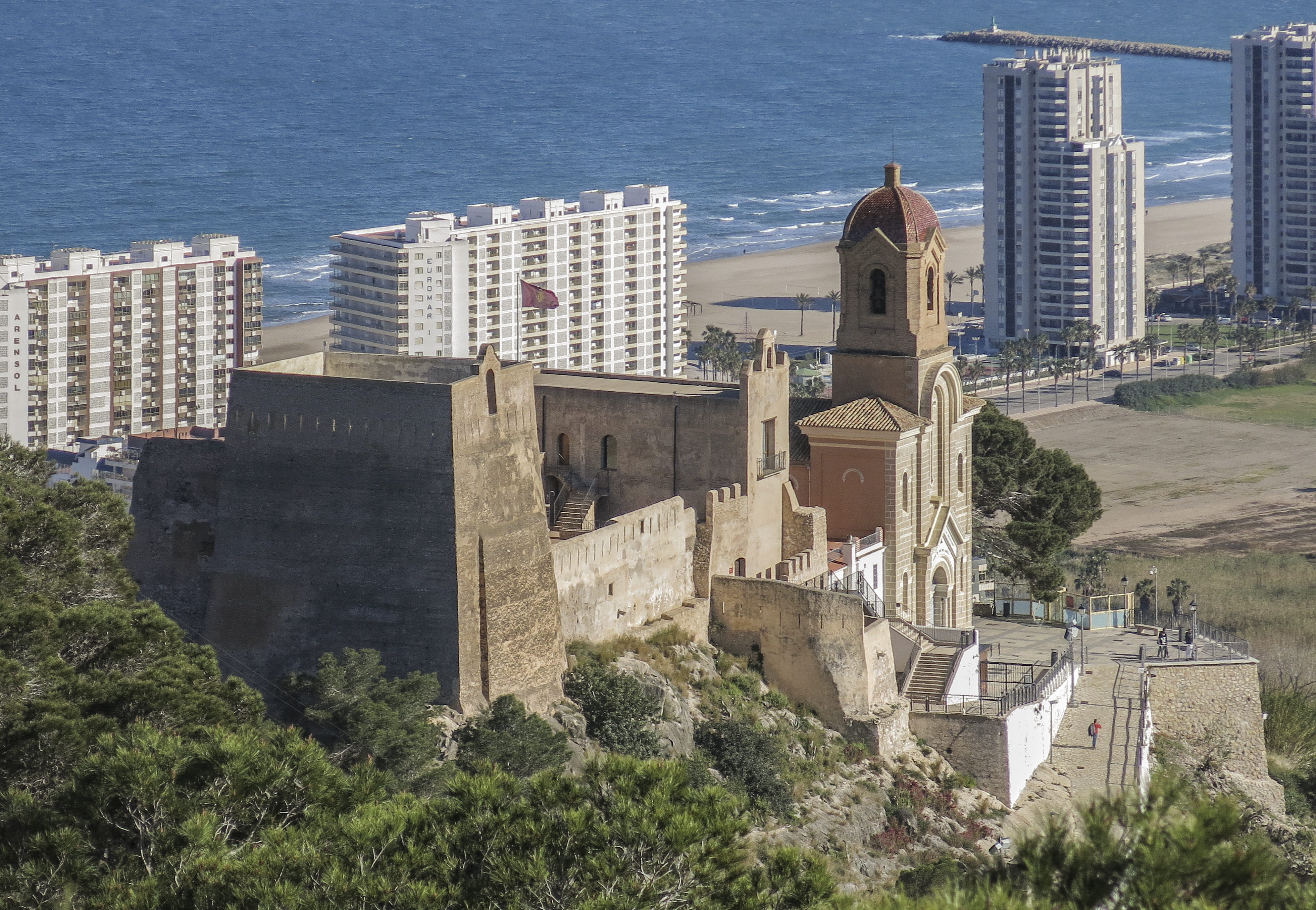
Castillo visto desde la montaña de Cullera

- El castillo de Cullera y el camino del calvario: se alzan en el Monte de les Raboses, a 232 m de altura. Su construcción, que data de los siglos X y XI, fue obra de los árabes sobre restos iberos y romanos, y tuvo un papel clave en la defensa de Valencia desde el sur. A lo largo de su historia, sufrió daños durante la toma por el caudillo musulmán Al-Azraq, lo que llevó a que Jaime I lo reconstruyera, seguido de reformas por Pedro II y Pedro IV. Hoy en día, este castillo está declarado Bien de Interés Cultural y es un complejo con varias torres construidas a lo largo de los siglos. Entre ellas destacan la Torre Mayor, la Torre Baluarte, la Torre de Sueca, la Torre de Cap d'Altar y la Torre del Respatler.[17] El Camino del Calvario conduce al Castillo de Cullera, y este recorrido forma parte del Vía Crucis local, con 14 estaciones que ascienden hasta la fortificación. A lo largo del camino, los visitantes pueden apreciar las vistas del Golfo de Valencia y la Ribera del Xúquer.[18]

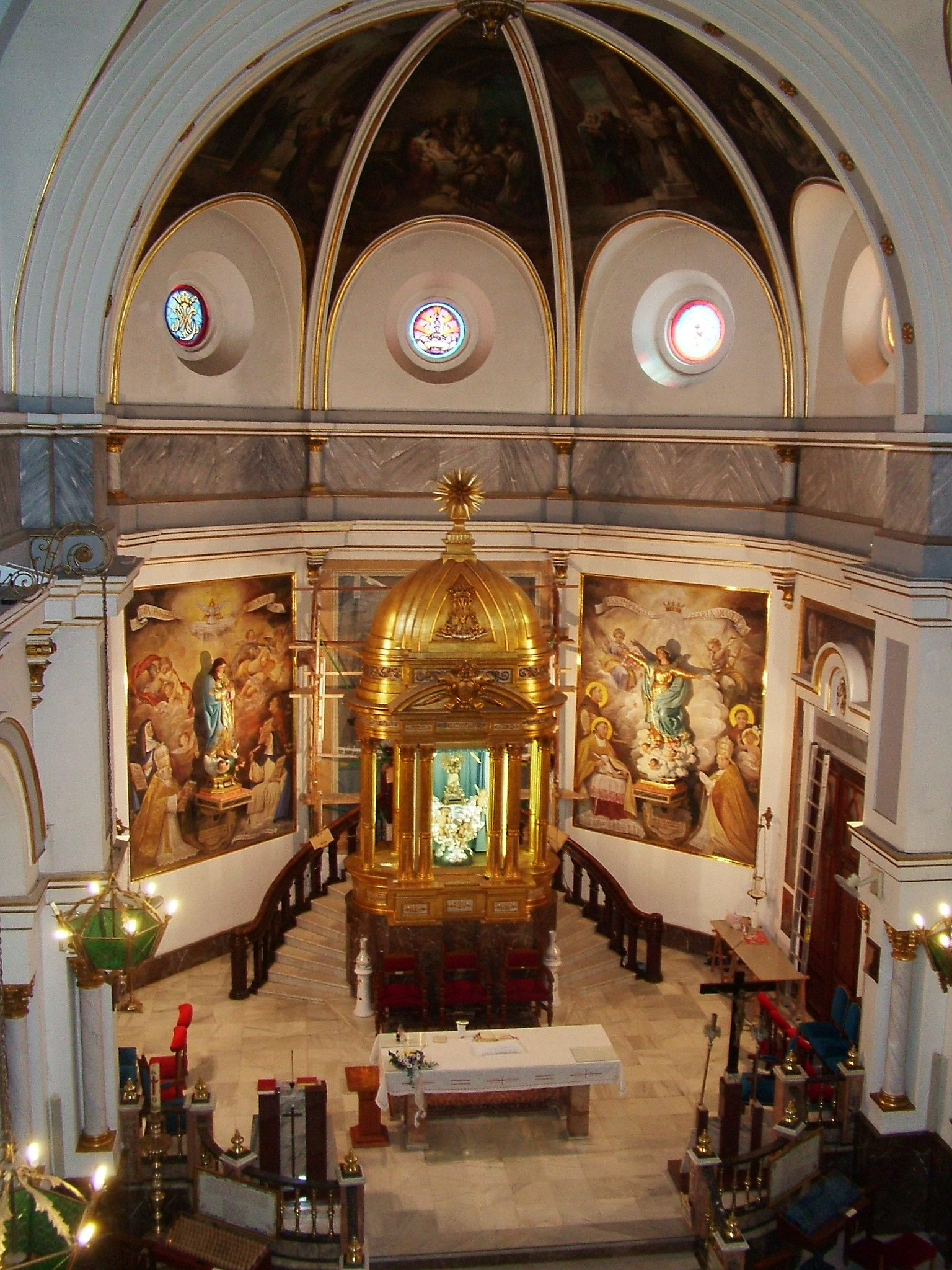
Santuario de la Virgen del Castillo

- Santuario de la Virgen del Castillo: junto a la fortaleza se encuentra el santuario de la Virgen del Castillo, templo de estilo neobizantino, construido a finales del siglo XIX, al que se llega por un camino ondulante, en el que se encuentran las casillas del Calvario.[19]

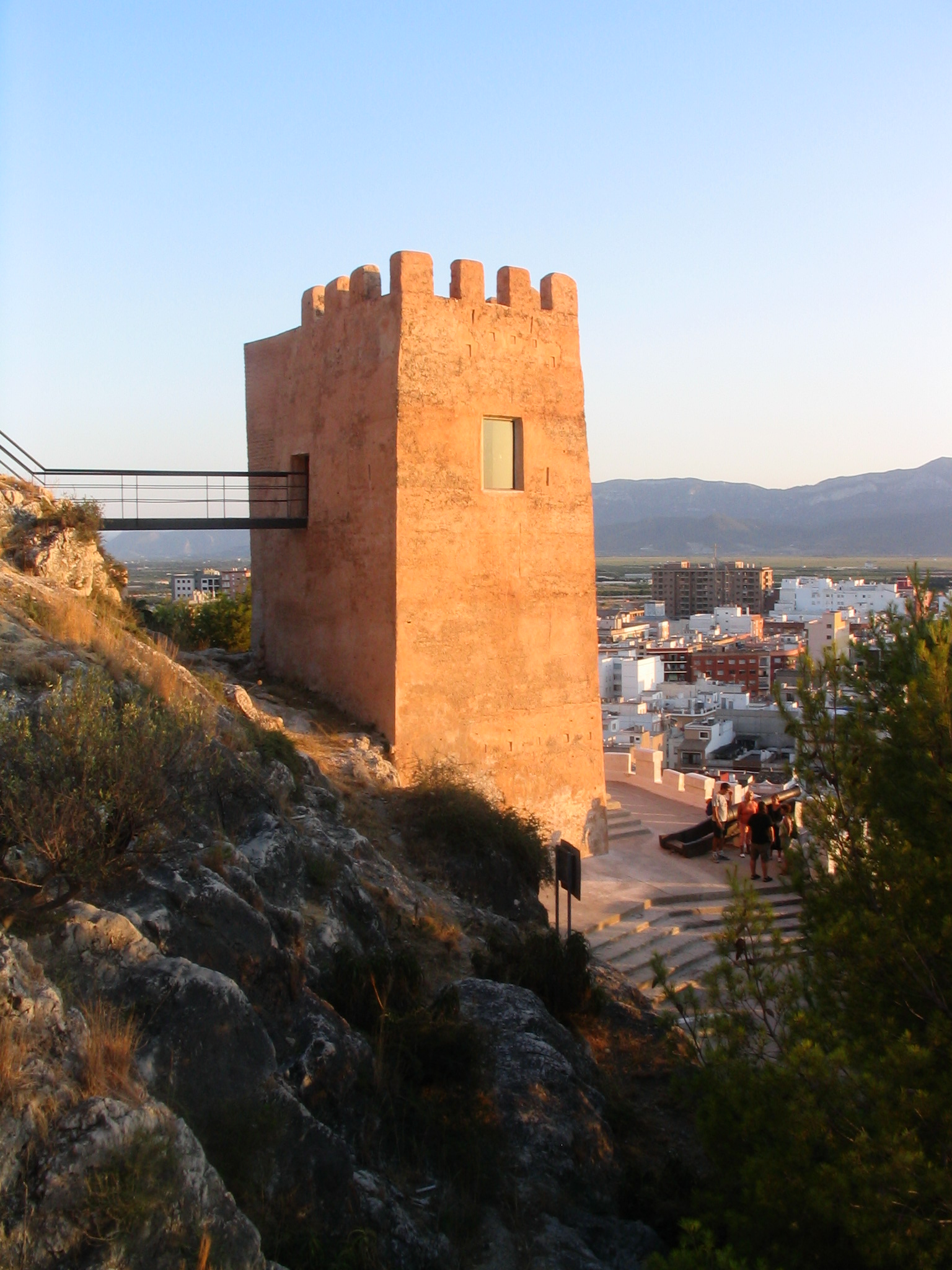
Torre de la Reina Mora

- Torre de la Reina Mora o Torre de Santa Ana: (B.I.C. 1949),de origen musulmán, se encuentra en el barrio del Pozo, en pleno camino del Calvario. Esta construcción del siglo XIII actuaba como puerta fortificada del albacar del Castillo de Cullera, formando parte del conjunto defensivo del mismo. En 1631, sobre sus ruinas se levantó una ermita dedicada a Santa Ana. Hoy en día, la torre está reconocida como Bien de Interés Cultura[20]

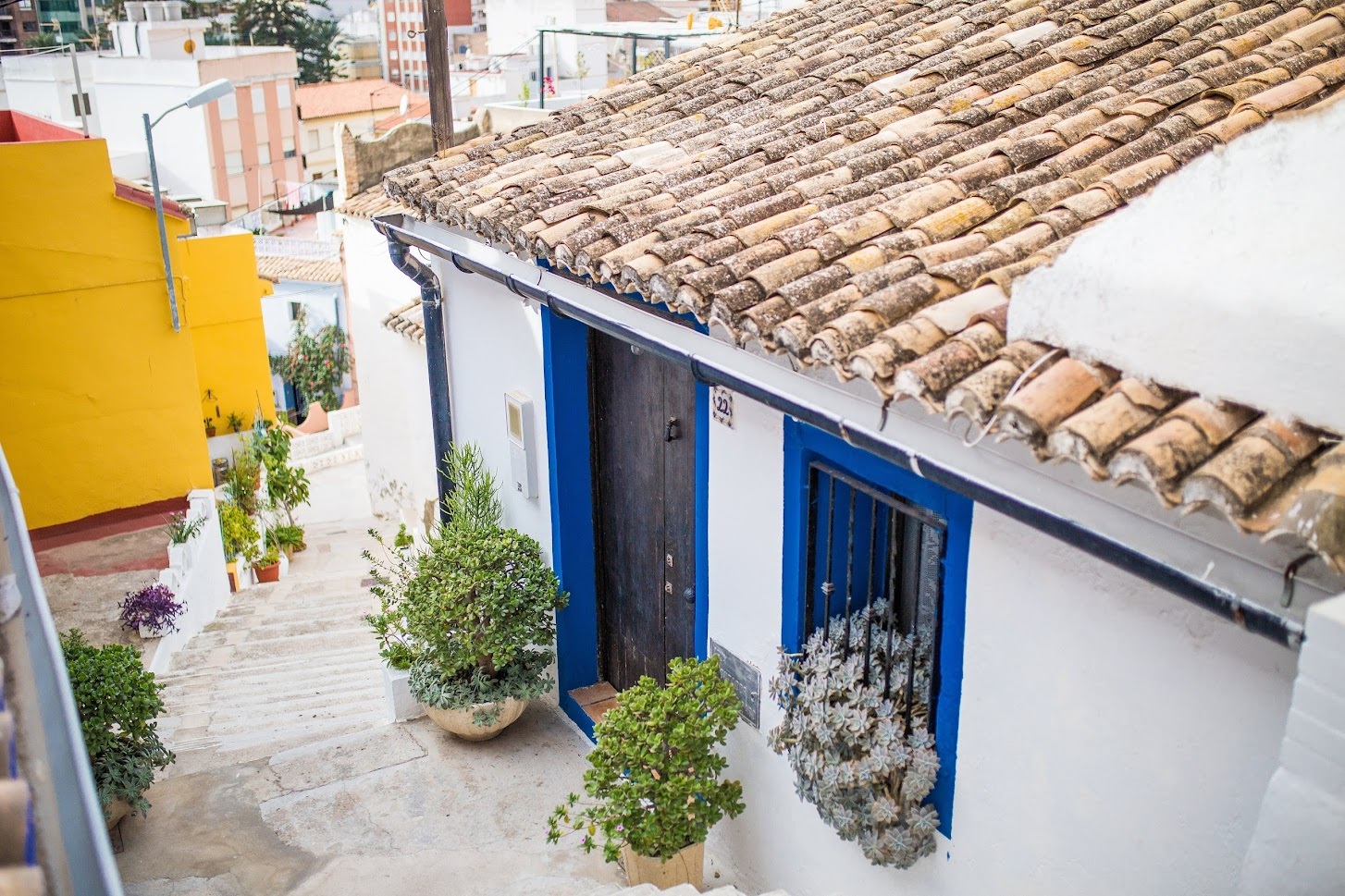
Barrio del Pou

- Barrio del Pozo o Barrio del Pou: se encuentra en las inmediaciones del Mercado municipal, antigua judería, barrio típico, conforma el asentamiento más antiguo de la Qulayra de época islámica ,[21] desde el cual se accede a la Torre de la Reina Mora, al Castillo de Cullera y Santuario.
- Mercado de Cullera: Construcción de estilo modernista valenciano que data de 1903, obra del arquitecto valenciano Luis Ferreres Soler. Verdadero ágora del acontecer ciudadano y en el cual se celebra, todos los jueves, el mercadillo. Alberga el auditorio municipal y sus jardines.

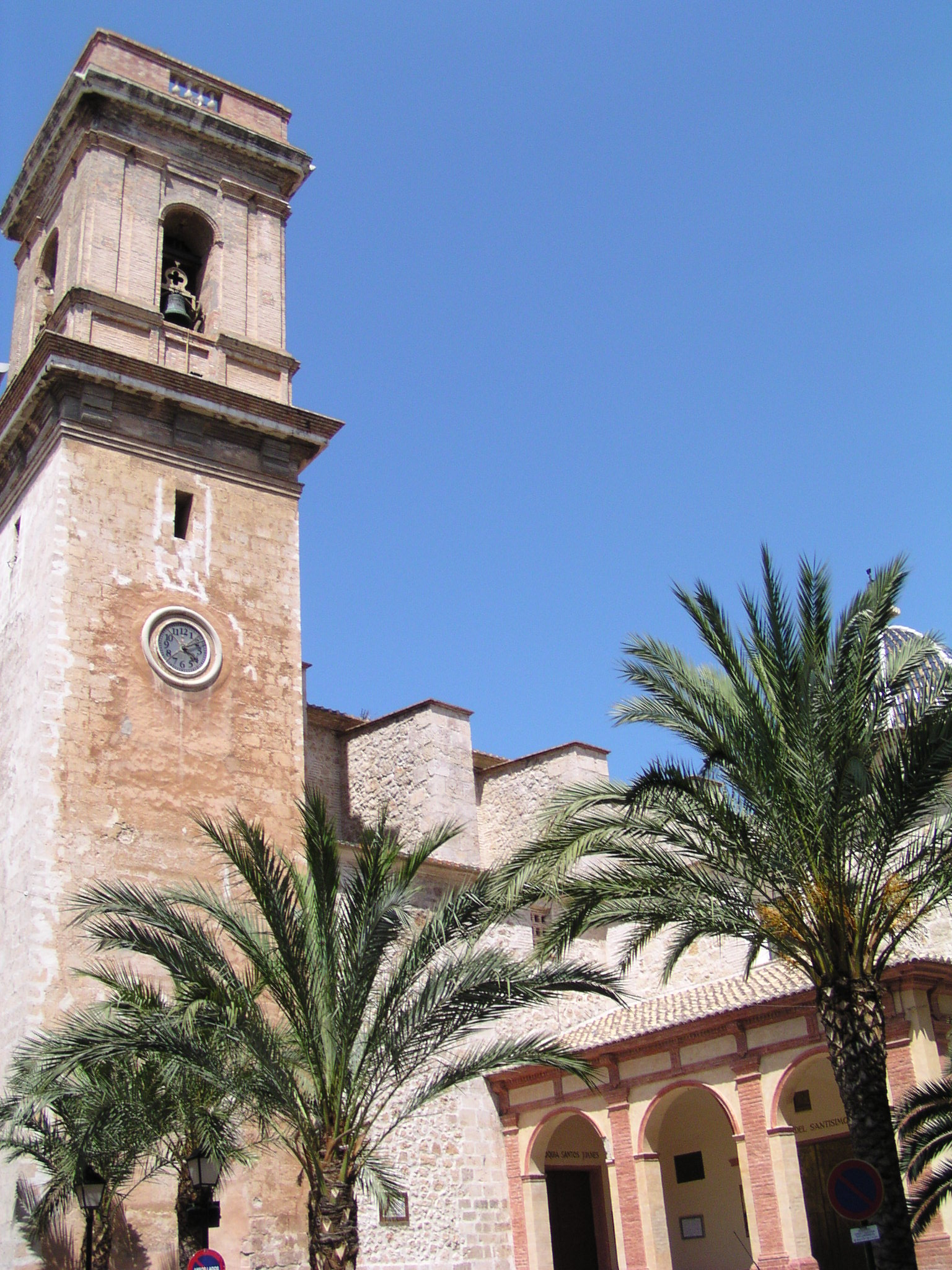
Iglesia de los Santos Juanes

- Iglesia parroquial Santos Juanes: está dedicada a los santos Juan el Bautista y Juan el Evangelista y fue construida en 1692 sobre los cimientos de una iglesia de entre los siglos XII y XIV.[22]
- El Faro de Cullera: torre de señalización luminosa construida en 1858 y ubicada en los acantilados del cabo de Cullera.[23]
- Torre del Marenyet: antigua y maciza torre circular defensiva que vigila el antiguo lecho del río Júcar. Fue edificada en el siglo XVI, durante el mandato de Felipe II, como punto de vigía y medida defensiva contra los piratas.[24]
- Torre del Cabo de Cullera: antigua torre del siglo XVI que formaba parte del sistema de defensa de las costas frente a los ataques de los piratas. Actualmente, la torre ha desaparecido y en su lugar, hay un mirador sobre la costa que recuerda su presencia.
- Cueva de Dragut: esta cueva recrea las invasiones de los corsarios berberiscos a la población de Cullera, y se dice que en ella recaló el pirata Dragut.
- Casa consistorial o Ca la Vila: de 1781 y se encuentra ubicada en la plaza de España, en pleno centro histórico. Construida por Carlos III.[25]
- Casa de la Enseñanza: antiguo centro pedagógico que data de 1793, fue construido por Carlos IV y fue una de las primeras escuelas públicas de España.
- Abrigo Lambert: este abrigo debe su denominación al nombre de su descubridor y vecino de Cullera Lambert Olivert. Se trata de un abrigo rupestre con manifestaciones de arte parietal con pinturas localizadas en la vertiente noroeste de la montaña de Cullera, lugar privilegiado para el asentamiento humano desde la más remota antigüedad. En el abrigo rocoso se ha identificado un panel con varias figuras pintadas en tonalidad rojo oscuro, a base de figuras cruciformes, pectiniformes y diferentes trazos verticales y horizontales, interpretados como representaciones de animales y figuraciones humanas, todas ellas dentro del denominado Arte Esquemático que cronológicamente se desarrolla en la Comunidad Valenciana desde el Neolítico Antiguo hasta la Edad de Bronce. Concretamente, parece que las manifestaciones pictóricas del Abric Lambert deben situarse entre el neolítico y la Edad de Bronce. Este abrigo fue declarado Patrimonio de la Humanidad por la UNESCO en 1998 con el nombre de arte rupestre del arco mediterráneo de la península ibérica.
- Las Ermitas: además de la ermita de Santa Ana, también están; la de los Santos de la Piedra (Abdón y Senén), la de Santa Marta, la de San Llorenç, la de los Navarros (San Fermín) y la de San Vicente Ferrer.
- Escudo heráldico del Mojón

### Patrimonio natural
- La montaña de las Zorros: espacio natural con yacimientos arqueológicos, vegetación mediterránea con plantas aromáticas, medicinales y manantiales de agua. Sendas: senda de la Lloma PR-CV 336 y senda del Racó de Santa Marta
- El Río Júcar: catalogado como Lugar de Interés Comunitario (LIC) y forma parte de la Red Natura 2000. Senda: Senda de El Azud y Meandro del Río Júcar.[26]
- El Marjal y los Arrozales: gran extensión, diversidad de especies y catalogada como parque natural y Humedal Ramsar. Sendas: El Marjal Norte y El Marjal Sur.[27]
- La Laguna del Estany: el Estany o laguna de transición es una laguna costera destacada por su biodiversidad y belleza natural. Es un lugar habitual para la pesca y la observación de aves.[6]

Playas
En Cullera encontramos muchas playas. A continuación se nombran de norte a sur:
- Mareny de Sant Llorenç
- Dosel
- Faro
- Cap Blanc (Cabo Blanco)
- Los Olivos
- Racó
- San Antonio
- Escollera
- Marenyet
- Estany
- Brosquil, Silencio y Dorado

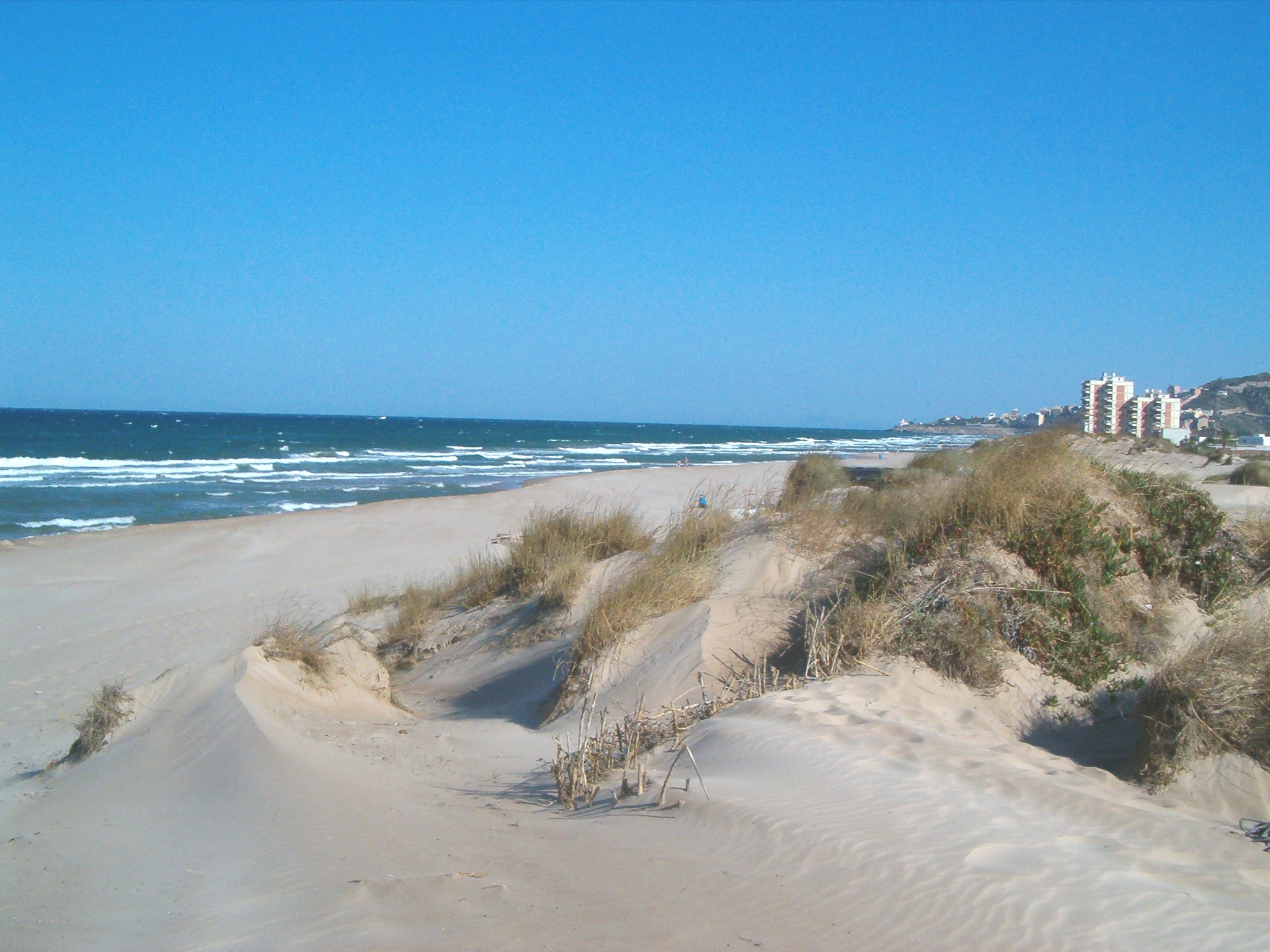
Playa Dosel

Las playas pueden ser playas certificadas, es decir, galardonadas internacionalmente por su calidad, limpieza y servicios. Seis cuentan con un sistema de gestión medioambiental y de calidad, según las normas ISO 14001, reglamento comunitario EMAS, ISO 9001 y la marca Q de Qualitur (Playas del Faro, Los Olivos, Cap Blanc, Racó, San Antonio y Escollera). La playa de San Antonio también ha sido certificada con la marca Q de la Calidad Turística Española. Las seis playas con Bandera Azul de 2010 son San Antonio, Racó, Cap Blanc, El Faro, Dosel y Los Olivos. O playas accesibles, es decir, todas las playas que cuenten con servicios para las personas con discapacidades físicas (rampas, pasarelas, duchas adaptadas, sombras reservadas, vestuarios, aparcamiento, sillas anfibias, etc.). En el caso de Cullera son la playa de San Antonio y la playa del Racó.

### Museos
- Museo de Historia y Arqueología: La colección procede de las excavaciones realizadas a partir de 1955 y el museo nació oficialmente en 1988. En el museo se pueden contemplar piezas y obras que van desde el período del Paleolítico hasta la Edad Moderna, siendo realmente destacados los objetos de la época romana imperial.[31] También se encuentra entre sus exposiciones la Cruz de Término de Cullera.
- Torre del Marenyet: torre musealizada que incluye una exposición permanente de su función histórica de Torre de vigilancia y defensa.[24]
- Torre de la Reina Mora: alberga una exposición sobre las funciones de la Torre, tanto como ermita como torre de vigilancia.[20]
- Cueva- Museo del Pirata Dragut: alberga una exposición temática sobre la piratería mediterránea en el siglo XVI. El asalto del pirata Dragut es el centro argumental de un recorrido que se inicia con un diorama que ilustra la villa real de Cullera en 1550.[11]
- Museo del Arroz: Se encuentra en la ermita de los Santos de la Piedra, Abdón y Senén, patronos de los agricultores. El museo se divide en tres zonas temáticas que exhiben las antiguas herramientas para cultivar el arroz en la zona, las labores de preparación de la tierra y la época de siembra y recolección. También se muestra el origen del cultivo del arroz, su preparación en la gastronomía local y la vestimenta tradicional de los labradores.[32]
- Refugio Museo de la Guerra Civil: alberga una exposición temática en la que se narra el contexto histórico y social de la época.[33]

### Fiestas
- Fiestas de San Antonio Abad: 17 de enero
- Fallas: del 16 (con la plantá) al 19 de marzo (con la cremá). Se realizan mascletás los cuatro días de fallas.
- Semana Santa y Pascua
- Fiestas de la Virgen de la Encarnación: del sábado después de Pascua hasta el domingo de la semana siguiente.
- Fiesta de San Juan: la madrugada del 23 al 24 de junio.
- Medusa Sun Beach: festival de música electrónica en verano.[34]
- Día de la Comunidad Valenciana: 9 de octubre.
- Bienal Mundial del Arroz de Cullera: es un evento gastronómico, cultural y turístico que resalta la importancia del arroz en la gastronomía local. El evento incluyó degustaciones, catas, talleres y una feria, y contó con la participación de restaurantes, agricultores y asociaciones locales[35]
- El Zevra Festival es un festival de música anual que se celebra en Cullera.[36]

### Gastronomía

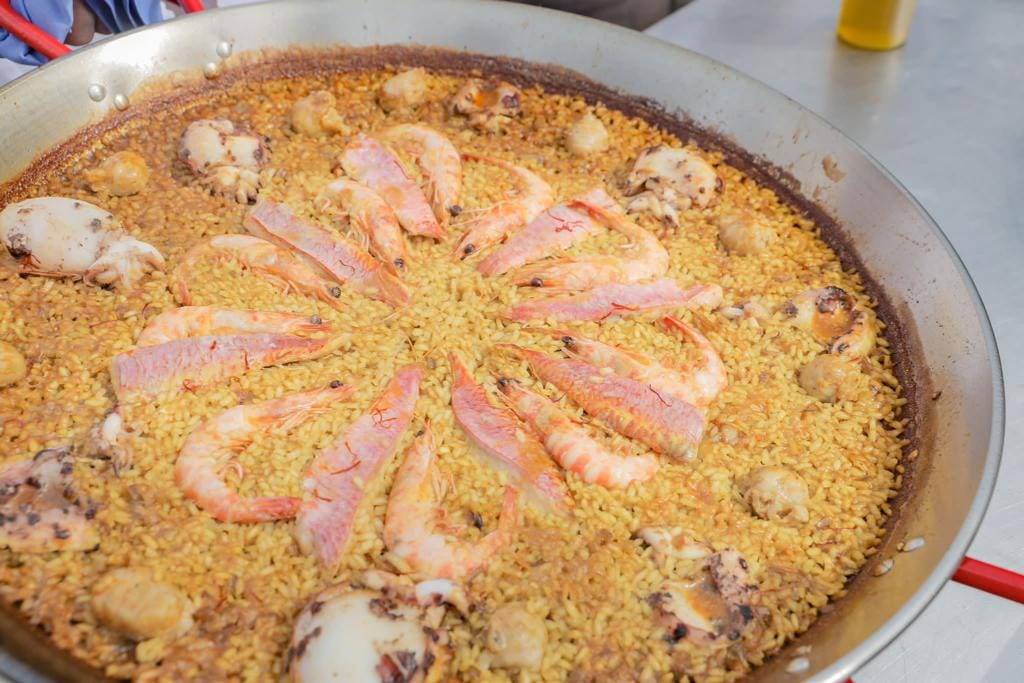
Paella de Cullera

A la hora de preparar paella y arroz, Cullera es uno de los lugares con más arraigo en su elaboración. Posee un amplio y variado recetario que incluye distintas formas distintas de preparar el arroz: secos, melosos, caldosos, de carne, de pescado, de mariscos, de verduras...
Cabe resaltar platos típicos como el all i pebre (con patatas, anguilas, ajo y pimiento picante), la espardenyà (con patatas, anguila, conejo y huevos), el suquet de peix, la zarzuela o la fideuá.
En repostería, la coca de limonada, los buñuelos de Fallas, los pasteles de boniato, la Torta Cristina o la coca de nueces y pasas.

## Localidades hermanadas
- Le Bourget (Francia)[38]
- Ouroux-en-Morvan (Francia)
- Jever (Alemania)[39]
- Syktyvkar (Rusia)

## Gota fría de 2024
En octubre de 2024, Cullera se vio duramente afectada por la DANA que trajo lluvias torrenciales a la Comunidad Valenciana. En solo unas horas, cayeron 77,4 litros por metro cuadrado, lo que causó inundaciones en varias calles y en áreas cercanas a la montaña. Además, cuando se activó la alerta de Emergencias durante la noche, tras varias horas de intensas lluvias y daños generalizados, numerosos ciudadanos quedaron atrapados en tres de los principales ejes viarios de la provincia: la A-3, la V-31 y la V-30. El pabellón polideportivo municipal tampoco escapó del fenómeno meteorológico, ya que sufrió una fuerte entrada de agua del exterior; esta fue la tercera vez en cinco años que se inundó. En ocasiones anteriores, el agua había accedido por sumideros y alcantarillas, pero en esta ocasión lo hizo por la fachada, lo que agravó los daños en la instalación. Las lluvias arrastraron barro y piedras, complicando el tráfico y forzando el cierre de algunas vías. Ante esta situación, el Ayuntamiento de Cullera activó operativos de limpieza y revisión de infraestructuras para devolver la normalidad al municipio A pesar de la intensidad de estas lluvias, afortunadamente no se registraron víctimas mortales en la localidad